# Notonecta obliqua
Notonecta obliqua – gatunek owada z rzędu pluskwiaków występujący zachodniej Europie włącznie z Wielką Brytanią oraz południową Szwecją. W Polsce bardzo rzadki, znany z pobrzeża Bałtyku.